# Радюк, Войтко Иосифович
Войтко Иосифович Радюк (25.01.1922 — 1987) — бригадир совхоза-завода «Изворашул» Новоаненского района Молдавской ССР, Герой Социалистического Труда (25.12.1976).
Родился в селе Крецоая, ныне Новоаненский район Молдовы.
В 1944 году после освобождения села от румынских оккупантов призван в Советскую Армию. Служил в 230 и 147 армейских запасных стрелковых полках 6 стрелковой дивизии, красноармеец. Участник Великой Отечественной войны и войны с Японией. Награждён медалью «За отвагу» (10.10.1945) и орденом Отечественной войны I степени (05.04.1985). Демобилизовался в 1947 году.
В 1947—1975 годах на руководящей советской, партийной и хозяйственной работе в Новоаненском районе Молдавской ССР.
В 1966 году награждён орденом Ленина. На тот момент — бригадир колхоза «ХХ съезд КПСС», в состав которого к тому времени вошли ещё 6 колхозов, в том числе колхоз «Новая жизнь» его родного села Крецоая.
С начала 1976 до конца 1977 года бригадир виноградарской бригады совхоза-завода «Изворашул» Новоаненского района.
С 1978 года на пенсии.
Умер в 1987 году.